# Danika Yarosh

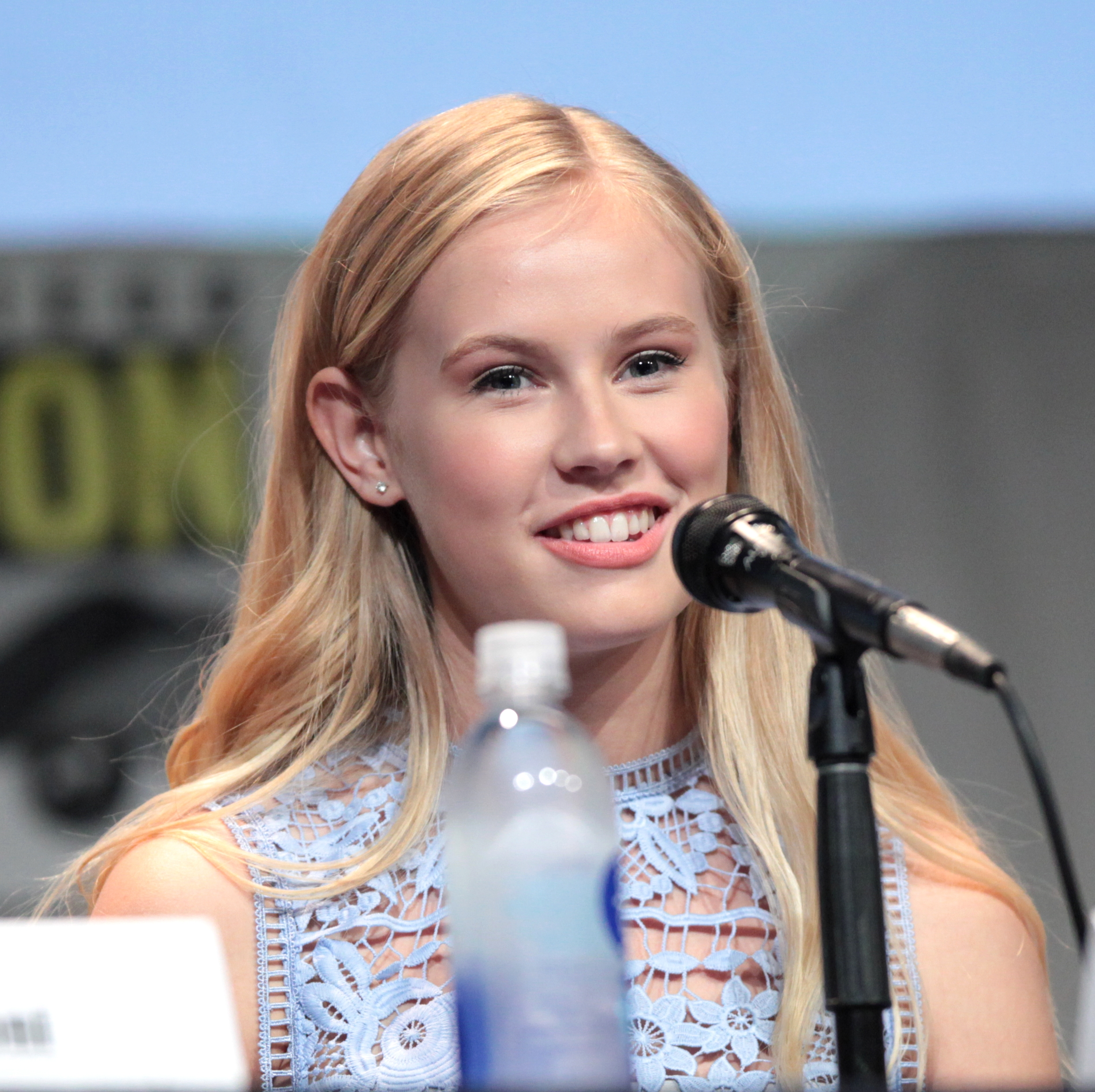
Danika Yarosh bei der Comic-Con (2015)

Danika Yarosh (* 1. Oktober 1998 in Morristown, New Jersey) ist eine US-amerikanische Schauspielerin, die hauptsächlich durch ihre Rollen als Olivia in der Sitcom See Dad Run sowie als Holly Herkimer in der Dramedy Shameless bekannt ist.

## Karriere
Danika Yarosh gewann 2014 einen Young Artist Award in der Kategorie Beste Gastdarstellerin in einer Fernsehserie – 14-16 Jahren für ihre Rolle als Jessica in der NBC-Comedyserie 1600 Penn. Im selben und darauffolgenden Jahr war sie außerdem für See Dad Run und Shameless nominiert. Von 2015 bis 2016 spielte sie eine Hauptrolle in der Miniserie Heroes Reborn, der Fortsetzung von Heroes. 2016 hatte sie an der Seite von Tom Cruise eine Hauptrolle in dem Actionthriller Jack Reacher: Kein Weg zurück.

## Filmografie (Auswahl)
- 2004: Die Frauen von Stepford (The Stepford Wives)
- 2010, 2015: Law & Order: Special Victims Unit (Fernsehserie, 3 Folgen, verschiedene Rollen)
- 2011: 30 Rock (Fernsehserie, Folge 5x16)
- 2011: A Christmas Wedding Tail (Fernsehfilm)
- 2012: In Plain Sight – In der Schusslinie (In Plain Sight, Fernsehserie, Folge 5x04)
- 2013: 1600 Penn (Fernsehserie, Folge 1x05)
- 2013–2015: See Dad Run (Fernsehserie, 9 Folgen)
- 2014–2015: Shameless (Fernsehserie, 11 Folgen)
- 2015–2016: Heroes Reborn (Miniserie, 11 Folgen)
- 2016: Jack Reacher: Kein Weg zurück (Jack Reacher: Never Go Back)
- 2018: Miracle Season – Ihr größter Sieg (The Miracle Season)
- 2019: The Purge – Die Säuberung (The Purge, Fernsehserie, 16 Folgen)
- 2019–2020: Greenhouse Academy (Fernsehserie, 6 Folgen)
- 2021: Deadly Switch
- 2023: Great White Lies (Kurzfilm)